# GOG.com
GOG.com (precedentemente un acronimo di Good Old Games, abbreviato GOG) è un sito web che si occupa di distribuzione digitale di videogiochi per PC. Il sito è di proprietà di CD Projekt.

## Storia

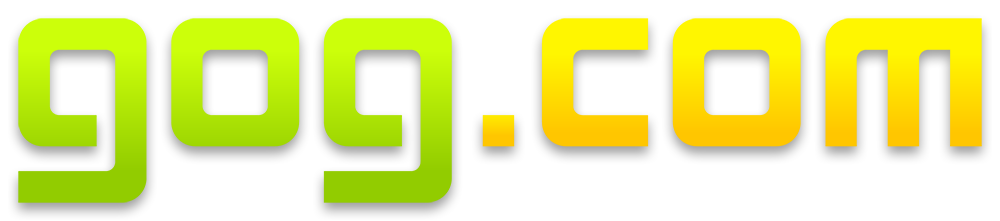
Logo utilizzato fino al 2014

Orientato inizialmente alla ricommercializzazione di classici del passato, a partire dal 27 marzo 2012 il sito ha iniziato a offrire la vendita di giochi più recenti, come The Witcher 2: Assassins of Kings, Alan Wake, Assassin's Creed e molti altri.
Nell'ottobre 2012 GOG.com ha iniziato a supportare giochi senza sistemi di protezione DRM  anche per Mac, a partire da The Witcher e The Witcher 2: Assassins of Kings, entrambi realizzati da CD Projekt. Ad agosto 2013 sono presenti oltre 600 titoli in catalogo, appartenenti a vari distributori tra cui Activision, Apogee, Atari, Codemasters, Electronic Arts, Interplay, Revolution Software, Sierra Entertainment, Square Enix, Team17, TopWare e Ubisoft.
Nel 2016 ha lanciato l'iniziativa GOG Connect per importare alcuni titoli del catalogo Steam.
Nel giugno 2014, è stato annunciato GOG Galaxy, un client simile a Steam, su piattaforme Windows e MacOs.
Il client è progettato come vetrina, consegna software e client di social network, consentendo ai giocatori di acquistare e giocare a giochi da GOG.com e condividerli con gli amici. GOG Galaxy include anche un'API multiplayer originale, che consente agli sviluppatori di includere lo stesso tipo di funzionalità multiplayer nelle versioni dei giochi GOG.com come su altri launcher. 
Il client è facoltativo e mantiene l'obiettivo privo di DRM del sito Web GOG.com.
A maggio 2019, GOG ha annunciato i piani per GOG Galaxy 2.0, che mira a essere un launcher unificato non solo per i titoli GOG, ma da altri servizi come Steam, Origin, UPlay, Epic Games Store e anche i sistemi di console tramite Xbox e PlayStation. Ha un'API aperta, quindi gli utenti possono anche creare plug-in aggiuntivi. 
Il 20 luglio 2020, è stata annunciata l'integrazione ufficiale con Epic Games Store per GOG Galaxy 2.0.
Il 13 novembre 2024, è stato lanciato il GOG Preservation Program, un'iniziativa volta a garantire la continua disponibilità e compatibilità dei videogiochi classici sui sistemi moderni e futuri.

## Caratteristiche
Per l'acquisto dei prodotti, l'utente non ha bisogno di installare nessun client o altro software specifico per scaricare o utilizzare i giochi; tuttavia il parco giochi si concentra su titoli piuttosto datati e su videogiochi indipendenti, sebbene il prezzo sia abbastanza contenuto.
Spesso, ai videogiochi offerti sono applicate delle patch per essere compatibili con le versioni più moderne dei sistemi operativi; quelli supportati sono Microsoft Windows, Apple Macintosh, Ubuntu e Linux Mint. Inoltre, a differenza di servizi come Steam, il software scaricato non è protetto da sistemi di Digital Rights Management.